# Economia della Norvegia
L'economia della Norvegia è una moderna economia di mercato.
La Norvegia è il Paese con l'indice di sviluppo umano più alto del mondo. Il PIL pro capite della Norvegia nel 2010 era di 84.444$, cioè il secondo al mondo; questo grazie alla notevole espansione economica degli ultimi anni dovuta, non solo alle tradizionali attività di produzione di energia idroelettrica e all'esportazione di materie prime come legno (dalle numerose foreste), pesce e minerali, ma soprattutto al recente sfruttamento dei giacimenti petroliferi del Mare del Nord, che ne ha fatto il maggior produttore di petrolio dell'Europa occidentale.
 Infine, è uno dei paesi più attivamente impegnati nella ricerca e nell'assistenza internazionale, nonché il principale al mondo per quanto riguarda la caccia alle balene.
La valuta ufficiale è la corona norvegese, divisa in cento øre.
Il suo prodotto interno è così suddiviso:
- Settore primario:1,2%
- Settore secondario:42,5%
- Settore terziario:56,3%

## Agricoltura, allevamento e pesca
A causa della montuosità, solo il 2,5% del territorio è coltivato (specialmente all'estremo sud del paese e nella zona a nord della capitale), principalmente a orzo e avena. L'allevamento è invece molto più praticato al nord. La pesca è molto più importante dell'allevamento e dell'agricoltura nell'economia norvegese, specialmente la pesca del merluzzo e del salmone, esportati in tutto il mondo. Degna di nota è anche la caccia alle balenottere minori che nel 2019 ha reso la Norvegia lo Stato con il numero più elevato di balene pescate al mondo.

## Risorse energetiche

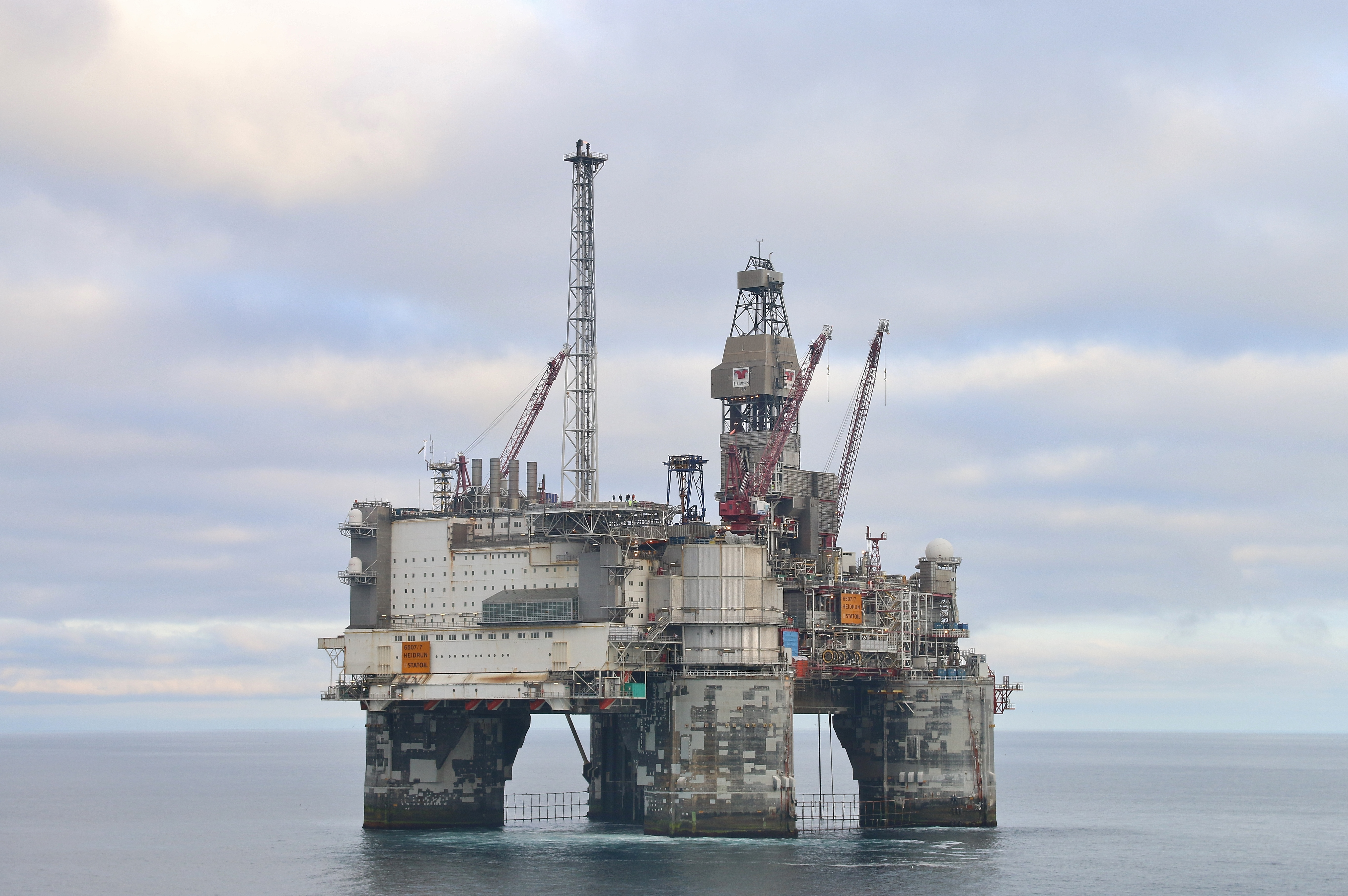
Piattaforma galleggiante del giacimento di Heidrun nel Mare di Norvegia dove si produce petrolio e gas

La Norvegia è il principale produttore di petrolio dell'Europa occidentale, con circa 3 milioni di barili al giorno (1,09 miliardi l'anno). È inoltre il terzo esportatore mondiale dopo Arabia Saudita e Russia. Nell'economia norvegese il petrolio rappresenta circa il 52% delle esportazioni e il 25% del PIL. Questo settore dà inoltre lavoro a circa 80.000 persone.
Per quanto riguarda le risorse minerarie quelle di cui la Norvegia dispone principalmente sono lo zinco, le piriti, il titanio, il rame e in particolare il ferro (numerosi sono i giacimenti nel Finnmark, in particolare vicino al confine russo) e il carbone (preso dai giacimenti alle Svalbard).
La Norvegia è inoltre un grande esportatore di gas naturale (73,4 miliardi di m3) e produttore di energia idroelettrica (105,6 miliardi di kWh).
L'economia norvegese è caratterizzata da una forte presenza statale in vari settori dell'economia.
La Norvegia è il principale esportatore europeo di petrolio, non è parte dell'OPEC. Il Governo ha la proprietà dei maggiori operatori con il 62% in Statoil nel 2007, il 100% di Petoro e SOFI, oltre al controllo delle licenze di esplorazione e produzione.
Non sono ancora privatizzate (2012) le principali aziende dell'energia idroelettrica (Statkraft), alluminio (Norsk Hydro), la principale banca del paese (DnB NOR), e le telecomunicazioni (Telenor). Lo Stato detiene circa il 30% della capitalizzazione delle aziende quotate alla Borsa di Oslo.

## Settore terziario
Il 22% delle esportazioni norvegesi è rappresentato dai servizi. Questi, pur essendo all'avanguardia in settori quali quello bancario, assicurativo e della finanza è particolarmente sviluppato nel trasporto marittimo. La flotta norvegese è infatti fra le più grandi al mondo, e le navi vengono utilizzate per trasportare il petrolio dai giacimenti del mare del nord, per esportare materie prime, per pescare e per traghettare merci e passeggeri verso le numerosissime isolette situate a pochi chilometri dalle coste. Il trasporto terreno infatti non è molto sviluppato a causa del territorio, non esistono autostrade e le ferrovie sono efficienti solo al sud. Importanti aeroporti sono a Oslo, Bergen, Trondheim, Stavanger, Tromsø e Sør-Varanger.
Il turismo è sviluppato, principalmente quello naturale e in ogni parte dell'anno. In inverno da coloro che amano lo sci e in estate da coloro che prediligono i paesaggi. Famosissimo è l'Hurtigruten, la crociera che attraversa tutta la costa norvegese attraverso i fiordi.